# Heaven Upside Down
Heaven Upside Down è il decimo album discografico della rock band statunitense Marilyn Manson. È stato pubblicato il 6 ottobre 2017 dalle etichette Loma Vista e Caroline. Il titolo di lavorazione del disco era Say10 e la sua data di uscita fu inizialmente annunciata per il giorno di San Valentino 2017. L'uscita effettiva fu in seguito posticipata a causa dell'insoddisfazione di Manson riguardo alla qualità del lavoro raggiunta sino a quel momento, oltre agli impegni presi dalla band per il tour e a quelli del produttore Tyler Bates come compositore di colonne sonore. Un ulteriore posticipo avvenne in seguito alla morte del padre di Manson, Hugh Warner, che morì durante la fase di produzione del disco e al quale il disco stesso fu successivamente dedicato.
Per la realizzazione di questo album furono coinvolti gran parte dei musicisti che lavorarono al precedente disco della band, The Pale Emperor (2015), tra i quali Bates e Gil Sharone. Twiggy Ramirez, bassista di lunga data della band, non prese parte alle lavorazioni, nonostante Manson inizialmente affermò che volesse farlo. Twiggy lasciò il gruppo poco dopo l'uscita dell'album a seguito di accuse di presunte molestie sessuali nei confronti di una sua ex ragazza negli anni '90. Fu sostituito per il resto del tour promozionale da Juan Alderete, ex bassista dei Mars Volta.
We Know Where You Fucking Live ha preceduto l'uscita dell'album come primo singolo. Pubblicato l'11 settembre, è stato seguito dopo soli nove giorni da Kill4Me, che si rivelò essere il miglior debutto della band all'interno della classifica Mainstream Rock Songs di Billboard. Quattro dei dieci brani dell'album ricevettero un videoclip: oltre ai due singoli già menzionati, furono realizzati videoclip anche per Say10 e Tattooed in Reverse. Anche quest'ultimo brano riuscì ad entrare nella classifica Mainstream Rock, rendendo Heaven Upside Down il primo album dei Marilyn Manson a contenere più di un brano apparso in data classifica sin dai tempi di Mechanical Animals del 1998. I videoclip di Kill4Me e Say10 hanno visto la partecipazione di Johnny Depp, mentre nel video di Tattooed in Reverse appaiono Courtney Love e Lisa Marie Presley.
L'album è stato accolto calorosamente dalla critica; diverse recensioni affermarono che Manson con questo disco confermava la sua rinascita creativa iniziata con il precedente disco, nonostante altre recensioni criticarono l'eccessiva violenza nei testi. Heaven Upside Down fu un successo commerciale, debuttando alla posizione numero 8 della Billboard 200 e raggiungendo in seguito la seconda posizione. Riuscì in svariati Paesi a diventare l'album della band col miglior posizionamento in classifica degli ultimi dieci e più anni all'epoca della sua pubblicazione.
Durante il ciclo promozionale dell'album furono rilasciate tre cover come colonne sonore: Stigmata, God's Gonna Cut You Down e Cry Little Sister. Manson si infortunò due volte durante l'Heaven Upside Down Tour; un incidente nel quale il cantante fu colpito da pesante materiale di scena costrinse il rinvio di molte date del tour. La band si imbarcò inoltre in due tour in accoppiata con Rob Zombie: il Twins of Evil: The Second Coming Tour e il Twins of Evil: Hell Never Dies Tour. Per l'occasione, le due band collaborarono per realizzare una cover del successo dei Beatles Helter Skelter, che fu pubblicata sugli store digitali l'11 luglio 2018.

## Storia e registrazione
Ad agosto 2012 fu annunciata la presenza di Manson all'interno della sesta stagione di Californication come attore. In questo frangente conobbe Tyler Bates, compositore della colonna sonora della serie, durante le riprese della stagione finale nel 2013. I due collaborarono successivamente nel 2015 per The Pale Emperor, nono album di inediti della band, che fu descritto da molti critici come il miglior lavoro del gruppo in oltre dieci anni. A luglio 2016, Manson fu premiato agli Alternative Press Music Awards con il premio Icon Award, e in quell'occasione rivelò diversi dettagli a proposito del successore di The Pale Emperor, tra cui il titolo di lavorazione Say10 e la volontà di pubblicarlo il giorno di San Valentino. Spiegò che il titolo nasceva da una nota scritta in uno dei suoi blocchi appunti da studente presso la GlenOak High School. Manson si disse dubbioso sul fatto che Bates potesse collaborare ancora con lui dopo The Pale Emperor, poiché durante il The Hell Not Hallelujah Tour i rapporti tra i due si deteriorarono al punto che Manson minacciò Bates con un taglierino sul palco. Nonostante questo confronto, Bates accettò di lavorare ancora con la band e ribattezzò la sua etichetta discografica Box Cutter Music proprio in memoria dell'accaduto.
L'8 maggio 2017, Manson annunciò che l'album era stato ribattezzato Heaven Upside Down e che la registrazione era completata. Così come per The Pale Emperor, Manson e Bates lavorarono al disco mentre Bates si occupava della colonna sonora della serie TV Salem, la cui terza stagione vide la presenza fissa di Manson nel cast. Alcune parti dell'album furono registrate in Louisiana, dove Manson stava girando le scene per la serie. Il disco è stato interamente prodotto da Bates e registrato a Studio City presso gli studi di registrazione Abbattoir Studios di Bates, con le percussioni dal vivo registrate da Gil Sharone, che già aveva collaborato ai lavori di The Pale Emperor. Nonostante fu inizialmente annunciato il coinvolgimento dello storico bassista Twiggy Ramirez alla scrittura e produzione dell'album, Manson disse successivamente che Ramirez fu invitato ma non partecipò alle sessioni di registrazione presso lo studio di registrazione di Bates. Stando a quanto raccontato da Manson, dopo aver ascoltato le linee di basso preregistrate da Bates, Twiggy disse che non sarebbe stato in grado di "suonarle meglio di così, e che il disco suonava alla grande [così com'era]".
Manson e Bates improvvisarono molto durante le sessioni di scrittura. Bates disse che le canzoni nacquero "da una conversazione, essenzialmente, tra [Manson] ed io, e perlopiù le abbiamo fatte immediatamente. Sono io che faccio musica direttamente dalla mia testa, e le parole di Manson arrivano lì, direttamente nello studio con me." Manson descrisse il processo collaborativo tra i due come "un'esperienza davvero intima, personale... ci sediamo uno di fronte all'altro, con le cuffie, ci guardiamo negli occhi mentre scriviamo." Manson decise di non registrare le sue parti vocali da una camera isolata acusticamente, preferendo farlo seduto davanti al mixer; la maggioranza delle parti vocali del disco sono state registrate a singola ripresa, con minimi lavori di successiva sovraincisione. Bates cercò di ricreare all'interno dell'album l'intensità delle performance dal vivo della band, descrivendo il disco come "intenso, divertente e violento. È più immediato rispetto a 'The Pale Emperor', molto più aggressivo, e decisamente molto più imbevuto dell'umorismo fuori di testa di Manson". Raccontò inoltre:
(Tyler Bates, Intervista rilasciata a Pop Disciple)

## Composizione e stile
"Due decenni e dieci album dopo, Manson resta la stessa icona in un regno diverso, dal quale ci ha messi in guardia durante tutto l'arco della sua carriera. Il 2017 è il paradiso sottosopra: un paesaggio di promesse infrante, capitalista e da incubo. Costantemente ci rassicurano sul fatto che sia esattamente ciò che abbiamo chiesto. Un mondo di incertezza, che vede opportunità infinite sedersi in mezzo a restrizioni sempre più grandi, reality televisivi che diventano la realtà... diventano presidenti. 'Non sono un fantasma', urla Manson nella title track del disco. E non è forse questo ciò di cui siamo preoccupati ora come ora—siamo invisibili o quasi morti?"
Thomas Gorton di Dazed a proposito del concept dietro Heaven Upside Down.
Il leader della band descrisse inizialmente Say10 come un distacco musicale da The Pale Emperor, dicendo che sarebbe stato più simile ai primi lavori della band, in particolare Antichrist Superstar e Mechanical Animals, ma "con un nuovo, differente approccio", e aggiunse che sarebbe stato "piuttosto violento nella sua natura per diversi motivi, e non è emozionale allo stesso modo [di 'The Pale Emperor']. Ha un chip sulla sua spalla". Lo definì come "la cosa in assoluto più tematica ed eccessivamente complessa che abbia mai fatto", indicando che avrebbe contenuto testi quanto mai carichi di politica, negando però che il contenuto politico fosse riferito all'elezione di Donald Trump, in quanto la maggioranza dei testi sarebbe stata scritta prima delle elezioni presidenziali del 2016. Ai tempi affermò che non sarebbe andato a votare, spiegando "Non credo che, come artista, io possa fare la differenza andando a votare tanto quanto possa farla con le cronache che metto in musica".
Manson descrisse Heaven Upside Down come il suo "lavoro più preciso e ben studiato", paragonandone i testi a quelli di Holy Wood (In the Shadow of the Valley of Death) e sottolineando come la maggior parte dei testi di entrambi i dischi furono inizialmente scritti in prosa. Continuò descrivendolo come un concept album, in contrasto con The Pale Emperor. "L'ultimo disco era Faust, Mefistofele. Per me, questo è 'Il pellegrinaggio del cristiano'". Le tematiche affrontate dai testi dell'album spaziano tra politica, violenza, sesso, romanticismo, caos e isolamento,, capitalismo, religione, droga, paranoia, paura e malattia mentale. Musicalmente, Heaven Upside Down è stato descritto da Manson come un album hard rock e punk rock, sullo stile di Killing Joke, Joy Division, Bauhaus, e del disco Scary Monsters (and Super Creeps) di David Bowie. I critici l'hanno definito come industrial metal, punk rock, glam rock e gothic rock.
Il titolo del brano di apertura "Revelation #12" è un riferimento al Libro della Rivelazione e al brano dei Beatles Revolution 9. "We Know Where You Fucking Live" fu la prima canzone che Manson e Bates registrarono per l'album; i suoi testi fanno riferimento alla sorveglianza di massa e agli attacchi con i droni. "Saturnalia" fu l'ultimo brano scritto per l'album. Manson descrisse il testo di questo pezzo come "il vero cuore del disco". Non era al corrente della gravità della malattia terminale del padre fino a due giorni prima della sua morte, il 7 luglio 2017, giorno in cui terminò con la band di registrare "Saturnalia". I testi contengono svariati riferimenti all'astrologia e alla mitologia, in particolare al transito di Saturno – il ritorno di Saturno – e il mito di Saturno che divora i suoi bambini. Manson associò la morte del padre ai testi del brano: "Vedendo mio padre morire, mi sono sentito come se il ciclo della vita volesse mettere l'energia della morte nella rinascita, sai, il serpente che mangia la sua stessa coda, i Saturnali, Saturninus, tutto quel concetto." "Je$u$ Cri$i$" fu descritta da Manson come "il mio résumé... di base è qualcosa che direi con una [sarcastica] scrollata di spalle quando qualcuno mi chiede 'Che cosa fai [nella vita]?' 'Bè, scrivo canzoni sulle quali combattere e scopare." Continuò parlando del significato di Heaven Upside Down come titolo dell'album: "Volevo intitolare questo disco 'SAY10', ma ho pensato che non avrebbe caratterizzato l'album [al meglio]. Quando terminai di scrivere il testo di 'Heaven Upside Down', pensai che questo titolo avrebbe caratterizzato meglio l'album per l'idea del tempo come un cerchio finito, le costellazioni definite dallo spazio negativo — l'oscurità, l'idea di guardare qualcosa dal punto di vista opposto".

## Pubblicazione e copertina
L'album non fu pubblicato il giorno di San Valentino, provocando malcontento tra i fan sulle piattaforme di social media. Successivamente Manson spiegò le cause del ritardo, tra gli impegni di Bates come compositore di colonne sonore, l'insoddisfazione di Manson riguardo alla qualità dell'album a quella data, e non ultima la morte di suo padre, al quale Heaven Upside Down è dedicato. Bates aggiunse inoltre che il rinvio fu dovuto anche al tour intrapreso dalla band; i due erano riusciti a completare solo sei brani prima di imbarcarsi in tour insieme agli Slipknot nell'estate del 2016. Almeno tre brani furono registrati dopo il giorno di San Valentino: Revelation #12, Saturnalia e Heaven Upside Down; quest'ultimo brano che portò al cambio di nome dell'album.
Prima dell'effettiva pubblicazione del disco, Manson postò una serie di video su Instagram. Il primo di questi, postato il 22 marzo 2017, aveva come didascalia "6:19. The time has come." ("6:19. È giunta l'ora."). Diverse testate ipotizzarono che 6:19 potesse riferirsi al 19 giugno come possibile data di uscita dell'album, piuttosto che a un versetto biblico o alla traccia If I Was Your Vampire tratta dall'album Eat Me, Drink Me, che contiene il verso "6:19 and I know I'm ready" ("6:19 e so che sono pronto"). Video successivi mostrarono sirene di difesa civile e urla lontane, una figura incappucciata, e la Celebritarian Cross—una versione rovesciata della Croce di Lorena che fu in passato utilizzata da Manson come logo per il suo movimento artistico Celebritarian nel 2005; il simbolo apparve poi sulla copertina di Heaven Upside Down.
Heaven Upside Down fu pubblicato in tutto il mondo il 6 ottobre 2017, da Loma Vista Recordings negli USA, da Caroline International a livello internazionale,  e in Giappone da Loma Vista in cooperazione con Hostess Entertainment; le versioni giapponesi dell'album contengono come traccia bonus un remix di Kill4Me denominato Mystery Skulls. Il libretto è stato stampato sulla stessa tipologia di carta impiegata per la Bibbia, con i testi impaginati in modo da ricordare i testi biblici. Il disco è stato masterizzato da Brian Lucey, l'ingegnere che si occupa del mastering per la maggioranza dei lavori di Bates. Secondo Manson, Lucey è stato scelto poiché l'album contiene "alcuni esperimenti estremi con il suono. Eravamo esigenti sul fatto di non consentire a nessun altro di masterizzarlo, avrebbe potuto eliminarli accidentalmente. Abbiamo alcuni suoni binaurali molto intensi, alchemici, scientifici, che a volte mi causano persino attacchi di panico ascoltandoli." Questi suoni sono presenti prevalentemente nella title track e in Saturnalia, i due pezzi che Manson ha evidenziato come i veri pilastri del disco.

## Promozione e singoli

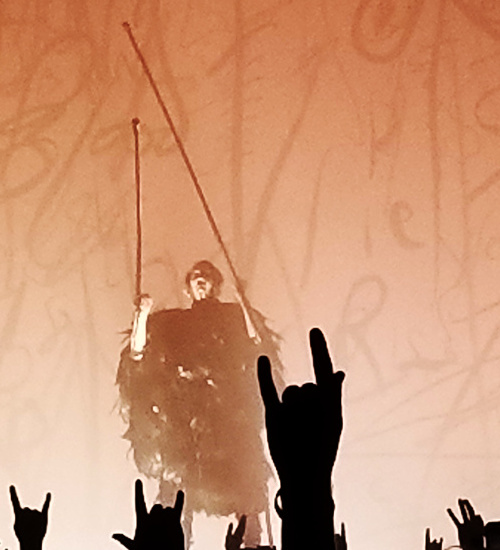
Manson dal vivo allo Hammerstein Ballroom; durante questo concerto è stato vittima di un incidente che ha portato a dover rischedulare un'intera tappa del Heaven Upside Down Tour.

L'8 novembre 2016, giorno delle elezioni presidenziali statunitensi, la band pubblicò una breve anteprima di un nuovo video, Say10. Creata dal regista Tyler Shields, la clip mostra immagini di Manson che brandisce un coltello sporco di sangue mentre ai suoi piedi giace un cadavere decapitato in una pozza di sangue. Svariate testate notarono che il cadavere portava vestiti dallo stile molto simile a quello degli abiti solitamente indossati da Donald Trump—una giacca e una cravatta rossa. Manson successivamente affermò che la figura decapitata nel video "non era nessuno in particolare a meno che vogliate che lo sia". La band – che inizialmente era composta da Manson alla voce, Bates e Paul Wiley alle chitarre elettriche, Twiggy al basso e Sharone alla batteria – iniziò il 20 luglio 2017 a Budapest la prima parte del Heaven Upside Down Tour, e già in quella data vennero presentate alcune nuove canzoni. Durante il tour, il gruppo evitò per un pelo un incidente a Mosca, quando il loro autobus fu coinvolto in uno scontro con un autoarticolato, e Manson causò invece controversie nell'Est Europa dopo che durante un concerto a Kiev, riferendosi alla crisi russo-ucraina in corso, affermò "avete fatto di Mosca la vostra puttanella". La band suonò a Mosca solo due giorni prima del concerto di Kiev.
Stigmata, cover dei Ministry, fu pubblicata il 28 luglio come colonna sonora del film Atomica bionda. We Know Where You Fucking Live fu rilasciato come primo singolo l'11 settembre, dopo essere stato presentato in anteprima nel programma radiofonico di Zane Lowe su Beats 1. Il relativo videoclip fu diretto da Bill Yukich e Perou, e fu pubblicato su YouTube quattro giorni dopo. "
Kill4Me fu rilasciato come primo singolo radiofonico negli USA, dove ottenne il miglior risultato di sempre per la band nella classifica Mainstream Rock Songs di Billboard. Una serie di annunci pubblicitari creati dall'artista canadese di pop art Alex Kazemi per promuovere l'album su Instagram furono diffusi online a fine settembre, ma vennero considerati troppo crudi per essere utilizzati sulla piattaforma. Furono rilasciati poi videoclip per Say10 e Kill4Me, entrambi diretti da Bill Yukich e con la presenza dell'attore Johnny Depp.
La tappa nordamericana del Heaven Upside Down Tour partì il 27 settembre, e fu programmata in modo da consentire la presenza della band a svariati festival musicali, tra cui l'Aftershock Festival il 22 ottobre, al quale avrebbero partecipato anche i Nine Inch Nails. Manson disse che avrebbe potuto unirsi alla band sul palco durante il festival, mettendo così fine alla lunga faida tra lui e Trent Reznor. Manson però si infortunò in diverse occasioni durante il tour: si slogò una caviglia dopo essere saltato giù dal palco al Pittsburgh's Stage AE il 29 settembre. La sera successiva, al Hammerstein Ballroom di New York, fu travolto da due grossi fucili che facevano parte della scenografia, e restò incosciente sul palco per circa 15 minuti prima di essere trasportato in barella all'ospedale più vicino. Manson fratturò il perone in due punti, e i medici furono costretti a inserire una placca e dieci viti nel suo osso. Il resto del tour fu di conseguenza cancellato, inclusa la loro partecipazione all'Aftershock, e tutte le date – tranne quelle che prevedevano la partecipazione a festival – spostate all'inizio del 2018.
(La risposta di Manson alle critiche riguardo all'utilizzo di una replica di un fucile d'assalto come microfono durante un concerto.)
Daisy Berkowitz, chitarrista e membro fondatore della band, morì il 22 ottobre 2017 all'età di 49 anni; nel 2013 gli era stato diagnosticato un cancro al colon al IV stadio. Tre giorni dopo, Manson annunciò di aver "deciso di separare le strade" con Twiggy, dopo che il bassista fu accusato di aggressioni sessuali dalla sua ex fidanzata Jessicka, cantante dei Jack Off Jill, risalenti all'epoca in cui i due facevano coppia nella metà degli anni '90. Fu sostituito per le seguenti date del tour da Juan Alderete, ex componente dei Racer X e The Mars Volta. Il debutto di Alderete con la band avvenne il 5 novembre a San Bernardino in occasione del festival Ozzfest Meets Knotfest. Manson si esibì su una sedie a rotelle a seguito degli incidenti subiti poche settimane prima. Il cantante attirò critiche da diverse testate a causa della sua scelta di utilizzare una replica di un fucile d'assalto come microfono durante il concerto; alcuni commentatori sostenevano che fosse alquanto insensibile considerando che la città era stata in passato vittima di un attacco terroristico, e che il concerto si tenne solo alcune ore dopo la sparatoria nella chiesa Sutherland Springs in Texas.
Una cover di God's Gonna Cut You Down – registrata durante le sessioni di Heaven Upside Down – fu inclusa come colonna sonora del film Le ultime 24 ore, e pubblicata tramite etichetta Varèse Sarabande l'8 dicembre. Tattooed in Reverse fu pubblicato come singolo promozionale indirizzato alle radio con format radiofonici active rock negli USA il 6 marzo 2018, riuscendo a raggiungere la posizione numero 35 della Mainstream Rock Chart di Billboard. Questo risultato ha portato Heaven Upside Down ad essere il primo album della band a contenere più di un singolo entrato in quella classifica dai tempi di Mechanical Animals del 1998. Il videoclip è stato diretto da Yukich, e vede la presenza delle cantanti Courtney Love e Lisa Marie Presley. Yukich diresse anche il videoclip di Cry Little Sister, cover del brano di Gerard McMahon, pubblicato a giugno e registrato come colonna sonora del film The New Mutants.
A partire dall'11 luglio, la band si imbarcò in un secondo tour in accoppiata con Rob Zombie, dal titolo "Twins of Evil: The Second Coming Tour", seguito del "Twins of Evil Tour" del 2012. Nello stesso giorno, Zombie e Manson pubblicarono la loro cover del brano Helter Skelter, che vede la presenza di due ex componenti dei Marilyn Manson, John 5 e Ginger Fish, ora passati alla band di Zombie. Heaven Upside Down è stato l'ultimo album a vedere la presenza di Sharone, che abbandonò la band a marzo 2019. Fu sostituito per il successivo "Twins of Evil: Hell Never Dies Tour" dal batterista Brandon Pertzborn, già Black Flag e Ho99o9. Poco dopo il termine del tour, Alderete fu vittima di un incidente in bicicletta che gli provocò un danno assonale diffuso, una tipologia di trauma cranico. Venne creata una pagina sul sito GoFundMe al fine di aiutare il bassista e la sua famiglia a coprire i costi medici. Ciononostante, Alderete appare come musicista accreditato nell'album successivo della band, We Are Chaos del 2020.

## Accoglienza

### Critica
| Recensione                    | Giudizio |
| ----------------------------- | -------- |
| Album of the Year (aggregato) | 66/100   |
| AnyDecentMusic? (aggregato)   | 6.2/10   |
| Metacritic (aggregato)        | 71/100   |
| AllMusic                      | [ 118 ]  |
| Alternative Press             | [ 119 ]  |
| The Boston Globe              | [ 44 ]   |
| Clash                         | 8/10     |
| Classic Rock                  | [ 121 ]  |
| Consequence                   | B        |
| Drowned in Sound              | 6/10     |
| NME                           | [ 124 ]  |
| Pitchfork                     | 5.9/10   |
| Rolling Stone                 | [ 126 ]  |

L'album è stato ben accolto dalla critica dopo la sua pubblicazione. Metacritic, che assegna un punteggio standard in scala da 1 a 100 in base alla media dei voti dei critici più famosi, ha dato a Heaven Upside Down un punteggio di 71 basato su quindici recensioni, indicate come "generalmente positive". Album of the Year ha invece raccolto 19 recensioni e calcolato un punteggio medio di 66 su 100, mentre AnyDecentMusic? ha assegnato all'album un punteggio di 6.2 su 10, sulla base del consenso dei loro critici.
Diverse testate hanno affermato che il disco continua la rinascita creativa iniziata con l'album precedente; tra queste c'è anche AllMusic, che descrisse l'album come più soddisfacente del suo predecessore. Questa opinione è stata condivisa sia da Loudwire, che dal Boston Globe, che a sua volta affermò: "Nessuno si aspettava che questa band pubblicasse uno dei suoi lavori migliori 20 anni dopo aver scosso lo zeitgeist per la prima volta, ma eccola qui, in continua evoluzione mentre modera il suo aspetto più datato o cartoonesco. Dimostra semplicemente come un buon album vinca sempre su un buon scandalo." Bloody Disgusting affermò che si tratta del lavoro migliore della band dai tempi di Holy Wood (In the Shadow of the Valley of Death), e Loudwire lo incluse nella sua lista dei migliori album hard rock del 2017. Consequence commentò l'infortunio di Manson sul palco: "Se accadesse il peggio, 'Heaven Upside Down' è quel tipo di album-manifesto di una carriera che [Manson] potrebbe voler lasciare come sua ultima, grande opera."
Molte testate lodarono il disco per essere compatto e conciso. Metal Injection commentò positivamente la qualità dei brani, affermando che il disco presenta consistentemente diversi stili e generi al suo interno. In maniera simile, Clash si complimentò con la band per aver mixato insieme diversi stili della loro carriera, affermando che Heaven Upside Down fonde tre generi distinti dei loro lavori precedenti — l'industrial di Antichrist Superstar, il glam rock di Mechanical Animals e il blues di The Pale Emperor. ABC News affermò di aver visto in questo album un "ritorno alle origini" da parte di Manson, che torna a "giocare apertamente con i tabù e tormentare apertamente i suoi critici." Metal Hammer lo descrisse come un album compatto che illustra come Manson può "ancora fare ciò per cui è diventato famoso: testi taglienti, goth rock anti-potere pieno di oscurità, immagini giocose." The Straits Times lo elesse album della settimana definendolo trascinante.
I critici lodarono la qualità dei testi dell'album, specie alla luce dell'elezione di Donald Trump come presidente degli Stati Uniti. Evening Standard disse: "La vita americana ora è abbastanza paurosa anche senza che Marilyn Manson ci infili i suoi remi. Tuttavia, ['Heaven Upside Down'] potrebbe offrire dell'utile catarsi per quelli che vogliono urlare", anche se l'autore della recensione sostenne che l'album "offre zero motivi per essere allegri." Allo stesso modo, The List domandò: "Marilyn Manson è la prima o l'ultima persona che abbiamo bisogno di ascoltare in questi tempi così duri?" mettendo i testi a confronto con il Grand Guignol, termine utilizzato per descrivere l'intrattenimento horror amorale. Mark Beaumont di Classic Rock definì "astuto" l'album, affermando che la band "ha aggiornato e rinnovato il bagliore goth-glam di 'Mechanical Animals' e 'Antichrist Superstar' per portare a casa meglio i punti cardine [di Manson]: la religione è una prigione senza senso, i politici sono i veri diavoli della società e combattere e scopare sono le uniche risposte sensate al conto alla rovescia verso l'apocalisse, che il mondo libero ha democraticamente scelto per sé stesso." Alternative Press commentò a sua volta la qualità dei testi, sostenendo che l'album rende meglio se ascoltato con le cuffie, poiché le parole fanno "contrarre la vostra vescica... alla fine [del disco], l'unica cosa che manca è il suono del microfono che cade a terra."
Tra le recensioni meno positive, diverse criticarono il testo di Je$u$ Cri$i$. Spin criticò il linguaggio violento e "riprovevole" presente nel disco, alla luce della strage di Las Vegas del 2017. Al contrario, Pitchfork affermò che i testi sono inefficaci, oscurati facilmente dall'orrore presente nella vita reale. Sia Crack Magazine che PopMatters lodarono l'inclusione di elementi punk; il secondo in particolare affermò che questo aiuta l'album a raggiungere l'intensità dei primi lavori della band, ma entrambi furono a loro volta critici nei confronti dei testi. NME sostenne che l'album risulta troppo simile ai primi lavori della band, e lamentò il fatto che la maggior parte delle canzoni manca di innovazione. Drowned in Sound affermò che per i fan era "improbabile rivedere la grinta o la passione del Manson classico – è estremamente difficile imbottigliare un lampo due volte... Detto ciò, [Manson] sembra essersi stabilizzato dopo tanti anni di caduta libera. In Tyler Bates ha trovato un collaboratore che sa come tirare fuori il meglio dalla sua mente contorta. È pur sempre business, ma dopo un decennio di delusioni, è bello sapere che il business sta andando bene."

### Vendite
Heaven Upside Down debuttò all'ottava posizione della Billboard 200 con 35.000 copie equivalenti a un album vendute, delle quali 32.000 furono album fisici, diventando il settimo album consecutivo della band ad entrare nella top 10 di tale classifica. Gli analisti avevano effettivamente previsto un debutto in top 10 con vendite comprese tra le 25.000 e le 32.000 copie. Divenne il quarto album consecutivo della band a raggiungere il primo posto nella classifica di Billboard Top Hard Rock Albums, nonché il primo a raggiungere la vetta della Top Alternative Albums. Debuttò inoltre in seconda posizione sia nella classifica Top Rock Albums che nella Top Album Sales, che è l'equivalente odierno della precedente Billboard 200, prima che venisse modificata in modo da includere le copie equivalenti a un album. Durante la seconda settimana, l'album crollò alla posizione numero 84 della Billboard 200. In Canada, Heaven Upside Down eguagliò il picco di The Pale Emperor, debuttando al quarto posto.
Era stato previsto per l'album un debutto in top 10 nella UK Albums Chart, rendendo questo album il primo della band a entrare in top 10 nel Paese da quando Eat Me, Drink Me raggiunse l'ottava posizione un decennio prima. Il disco raggiunse la settima posizione con 6.636 copie vendute nella prima settimana – miglior risultato ottenuto nella settimana del debutto sin dalle 7.746 copie vendute da The High End of Low al suo debutto nel 2009, nonché album dalla posizione più alta raggiunta nel Paese dalla quarta posizione di The Golden Age of Grotesque nel 2003. In Spagna l'album raggiunse la sesta posizione, marcando il miglior risultato della band dai tempi della quinta posizione raggiunta da The Golden Age of Grotesque 14 anni prima. In Francia il disco debuttò con 4.745 copie vendute. Heaven Upside Down debuttò nella classifica ARIA Charts in quarta posizione, diventando il sesto album della band a raggiungere la top 10 in Australia e marcando la miglior posizione per un album della band sin dai tempi del primo posto di Mechanical Animals nel 1998. Debuttò inoltre in sesta posizione nella Official New Zealand Music Chart, affermandosi come quinto album da top 10 della band in tale classifica. Nella classifica giapponese Oricon, il disco debuttò in 29ª posizione con 1.805 copie vendute nella prima settimana — esattamente la metà del risultato ottenuto da The Pale Emperor al debutto due anni prima.

## Tracce
Testi di Marilyn Manson, musiche di Tyler Bates.
1. Revelation #12 – 4:42
2. Tattooed in Reverse – 4:24
3. We Know Where You Fucking Live – 4:32
4. Say10 – 4:18
5. Kill4Me – 3:59
6. Saturnalia – 7:59
7. Jesus Crisis – 3:59
8. Blood Honey – 4:10
9. Heaven Upside Down – 4:49
10. Threats of Romance – 4:37

Durata totale: 47:29
Heaven Upside Down – edizione giapponese
1. Kill4Me (Mystery Skulls Remix) – 3:39

Durata totale: 3:39
Note
- "We Know Where You Fucking Live", "Say10" e "Kill4Me" sono riportate in maiuscolo, "Jesus Crisis" è riportato come "JE$U$ CRI$I$".[32]

## Crediti
Crediti adattati dalle note di copertina di Heaven Upside Down.
- Marilyn Manson – voce
- Tyler Bates – chitarra elettrica, basso, tastiere, programmazione, ingegneria audio, registrazione, produzione, missaggio
- Gil Sharone – batteria
- Dana Dentata – voce secondaria (traccia 9)
- Roger Joseph Manning Jr. – clavinet (traccia 10)
- Robert Carranza – missaggio
- Joanne Higginbottom – assistente ingegnere
- Olivia Jaffe – sfragistica esagramma
- Brian Lucey – mastering
- Perou – fotografia
- Brian Roettinger – direzione artistica

## Classifiche

### Classifiche settimanali
| Classifica (2017)                        | Posizione massima |
| ---------------------------------------- | ----------------- |
| Australian Albums (ARIA)                 | 4                 |
| Austrian Albums (Ö3 Austria)             | 4                 |
| Belgian Albums (Ultratop Flanders)       | 20                |
| Belgian Albums (Ultratop Wallonia)       | 12                |
| Canadian Albums (Billboard)              | 4                 |
| Czech Albums (ČNS IFPI)                  | 3                 |
| Danish Vinyl Albums (Track Top-40)       | 3                 |
| Dutch Albums (Dutch Charts)              | 28                |
| Finnish Albums (Suomen virallinen lista) | 8                 |
| French Albums (SNÉP)                     | 15                |
| German Albums (Offizielle Top 100)       | 9                 |
| Greek Albums (IFPI Greece)               | 10                |
| Hungarian Albums (MAHASZ)                | 18                |
| Irish Albums (IRMA)                      | 35                |
| Italian Albums (FIMI)                    | 14                |
| Japanese Albums (Oricon)                 | 29                |
| Japanese International Albums (Oricon)   | 8                 |
| New Zealand Albums (RMNZ)                | 6                 |
| Polish Albums (ZPAV)                     | 18                |
| Portuguese Albums (AFP)                  | 20                |
| Scottish Albums (OCC)                    | 5                 |
| Slovak Albums (ČNS IFPI)                 | 10                |
| Spanish Albums (Promúsicae)              | 6                 |
| Swedish Albums (Sverigetopplistan)       | 14                |
| Swiss Albums (Schweizer Hitparade)       | 3                 |
| UK Albums (OCC)                          | 7                 |
| UK Rock & Metal Albums (OCC)             | 2                 |
| US Billboard 200                         | 8                 |
| US Top Album Sales (Billboard)           | 2                 |
| US Top Rock Albums (Billboard)           | 2                 |
| US Top Alternative Albums (Billboard)    | 1                 |
| US Top Hard Rock Albums (Billboard)      | 1                 |

### Classifiche di fine anno
| Classifica (2017)                      | Posizione |
| -------------------------------------- | --------- |
| US Top Hard Rock Albums (Billboard)    | 36        |
| US Top Rock Albums (Billboard)         | 89        |
| US Top Current Album Sales (Billboard) | 198       |